# Joaquín Panichelli
Joaquín Panichelli né le 7 octobre 2002 à Córdoba en Argentine, est un footballeur argentin qui évolue au poste d'avant-centre au RC Strasbourg.

## Biographie

### En club
Né à Córdoba en Argentine, Joaquín Panichelli commence le football au Racing de Nueva avant de rejoindre le CA Belgrano, où il joue pendant une saison. Il passe ensuite trois années à l'Atalaya de Córdoba et rejoint en 2020 River Plate, où il termine sa formation.
Le 13 janvier 2023, Joaquín Panichelli prend la direction de l'Espagne afin de s'engager en faveur du Deportivo Alavés pour un contrat courant jusqu'en juin 2026. Il est dans un premier temps intégré à l'équipe réserve du club.
Il joue son premier match en professionnel avec ce club, le 5 mai 2023, lors d'une rencontre de championnat face au Granada CF. Il entre en jeu et les deux équipes se neutralisent (1-1 score final).
Lors de l'été 2023, Panichelli se blesse sérieusement. Victime d'une rupture du ligament croisé, il est absent pour une grande partie de la saison 2023-2024.
Le 19 août 2024, Joaquín Panichelli rejoint le CD Mirandés sous la forme d'un prêt d'une saison.
Panichelli se fait remarquer le 26 octobre 2024 en réalisant son premier doublé en carrière, lors d'une rencontre de championnat face au FC Cartagena. Titulaire, il permet à son équipe de s'imposer par trois buts à un,.
Le 27 juillet 2025, Joaquín Panichelli quitte définitivement le Deportivo Alavés pour rejoindre le RC Strasbourg afin de signer un contrat de cinq ans, soit jusqu'en juin 2030. Le transfert est estimé à 16,5 millions d'euros, avec 3,5 M€ de bonus.